# The Tower of Jewels
The Tower of Jewels er en amerikansk stumfilm fra 1919 af Tom Terriss.

## Medvirkende
- Corinne Griffith som Emily Cottrell
- Webster Campbell som Wayne Parrish
- Henry Stephenson som David Parrish
- Maurice Costello som Fraser Grimstead
- Charles Halton som Jimmy